# Virginia Wade
Pour les articles homonymes, voir Wade.
Sarah Virginia Wade (née le 10 juillet 1945 à Bournemouth, Angleterre), est une joueuse de tennis britannique, la dernière de son pays à s'être imposée en simple dans un des quatre tournois du Grand Chelem avant la victoire à l'US Open de Emma Raducanu en 2021.

## Carrière tennistique
Particulièrement athlétique et dotée d'un frondeur[Quoi ?] jeu de service-volée, Virginia Wade commence sa carrière dans les années 1960. En avril 1968, elle gagne le tout premier tournoi rémunéré de l'ère Open : le British Hard Court Open, organisé chez elle à Bournemouth. Pour sa performance, elle se voit remettre un chèque de 720 dollars auquel elle doit renoncer en raison de son statut, encore, d'amateur.
Cinq mois plus tard, devenue professionnelle, elle s'impose à l'US Open face à Billie Jean King et peut cette fois encaisser les quelque 6 000 dollars de prix offerts à la championne.
En Grand Chelem, Virginia Wade remporte également les Internationaux d'Australie en 1972 et Wimbledon en 1977 (l'année du centenaire de l'épreuve et des 25 ans de règne d'Élisabeth II qui lui remet son trophée). Joueuse de double émérite, Virginia Wade a décroché quatre Majeurs aux côtés de Margaret Smith ; avec cette dernière, elle réalise le petit Chelem en 1973.
Comptant sur le circuit WTA une trentaine de titres en simple (et autant en double dames). Virginia Wade a fait sans interruption partie des dix meilleures joueuses du monde jusqu'en 1979.
Elle s'est retirée de la compétition en 1986, à plus de quarante ans.
Virginia Wade est membre du International Tennis Hall of Fame depuis 1989. En 2005, les journalistes américains de Tennis Magazine l'ont élue au 38e rang des "quarante plus grands champions de tennis de ces quarante dernières années" (hommes et femmes confondus), derrière Gustavo Kuerten (37e) et devant Patrick Rafter (39e).